# ロドロフォ・ガマラ
ロドロフォ・ガマラ（Rodolfo Vicente Gamarra Varela，1988年12月10日 - ）は、パラグアイ・アスンシオン出身のサッカー選手。CDコブレサル所属。ポジションはフォワード。

## 経歴

### クラブ
2008年11月18日、リーガ・パラグアージャのタクアリーFC戦でプロデビューを果たした。2009年5月20日、ドセ・デ・オクトゥブレ戦で初得点を記録した。

### 代表
U-16パラグアイ代表として南米U-16選手権の優勝を経験した。2009年、チリ代表との親善試合でA代表デビュー。2010 FIFAワールドカップに出場するパラグアイ代表に選出された。

## 代表歴

### 出場大会
- パラグアイ代表
  - 2010 FIFAワールドカップ

### 試合数
- 国際Aマッチ 3試合 0得点（2009年-2010年）[3]

| パラグアイ代表 | 国際Aマッチ | 国際Aマッチ |
| 年             | 出場        | 得点        |
| -------------- | ----------- | ----------- |
| 2009           | 1           | 0           |
| 2010           | 2           | 0           |
| 通算           | 3           | 0           |